# Jean-Pierre Boyer-Bazelais
Charles Jean Pierre Boyer-Bazelais, né le 24 mai 1833 à Port-au-Prince et mort le 27 octobre 1883 à Miragoâne, est un homme politique haïtien, aide de camp du président Fabre Geffrard, avocat, député du peuple, fondateur et chef du Parti libéral d'Haïti.

## Biographie
Charles Jean Pierre Boyer-Bazelais est né à Port-au-Prince le 24 mai 1833. Député du peuple et Président de la Chambre des Représentants, il mena également une carrière militaire, fut chef d'escadron et aide de camp du président Fabre Geffrard. 
Il se maria à Port-au-Prince le 30 août 1865 avec Marie Anne Joséphine Charlotte Adléda Liautaud (née à Croix-des-Bouquets  en 1841 et morte à Kingston en Jamaïque le 27 novembre 1880).

### Fondateur du Parti libéral
Il fut le fondateur du premier parti politique d'Haïti, le Parti libéral, en 1870. 
Ce parti, composé majoritairement de mulâtres, prônait un gouvernement représentatif de type parlementaire. Disposant d’une majorité absolue au parlement immédiatement après sa fondation, ses membres se laissèrent aller à des actions abusives en acculant continuellement le pouvoir exécutif. Ils finirent par perdre leur crédibilité auprès de l’électorat. Finalement le Parti libéral se scinda en deux et la faction rivale accéda au pouvoir avec le président Pierre Théoma Boisrond-Canal (17 juillet 1876 - 17 juillet 1879).
Tout de suite après la formation du Parti libéral, prit naissance un parti rival dénommé Parti national. Les élections de 1879 virent le triomphe de ce parti dont les membres prônaient un gouvernement formé par la majorité ethnique noire. 
Pendant une douzaine d’années, libéraux et nationaux s’affrontèrent de façon meurtrière dans l’arène politique haïtienne et, épuisés, finirent par se supprimer en 1883. 
En réaction à l'Occupation Américaine de 1915, l'Union Patriotique a été fondée en août 1915,par un groupe d'intellectuels: MM Charles Bouchereau, Joseph Sylvain, Georges Sylvain, V. Cauvin, F. Féquiere, Edmond Laforest, Lys Latortue, L. C. Lherisson, F. Porsenna, Occide Jeanty, Dr Carré et Dr S. Holly.

### Insurrection révolutionnaire
Opposé au régime du président Lysius Salomon, il fut le chef de l'insurrection révolutionnaire dirigée contre Salomon. Il débarqua le 27 mars 1883 à Miragoâne avec des troupes haïtiennes venues de Cuba et de Jamaïque composées pour l'essentiel d'opposants du Parti Libéral exilés en raison du régime de Salomon. Ils initièrent un mouvement insurrectionnel, auquel répondirent des habitants d'autres villes du pays, et prirent possession d'une partie du territoire haïtien. Ses partisans entrèrent dans Port-au-Prince et les combats se généralisèrent dans la capitale. Ils tentèrent en vain de renverser le pouvoir et, après avoir  combattu vaillamment les troupes gouvernementales pendant plus de six mois, ils durent capituler à la suite de la mort de leur chef, Boyer-Bazelais qui fut tué à Miragoâme le 27 octobre 1883.

## Sources
- Corvington, Georges, Port-au-Prince au cours des ans, Éditions Imprimerie Henri Deschamps, Port-au-Prince, 1987